# Bohatyrivka
Bohatyrivka  (ucraniano: Богатирівка) es una aldea del Raión de Ovidiopol en el Óblast de Odesa de Ucrania. Según el censo de 2001, tiene una población de 235 habitantes.